# 叛逆暗殺
《刺殺傑西》（英語：The Assassination of Jesse James by the Coward Robert Ford）是一部2007年美國現代西部電影，由澳洲導演安德魯·多明尼克執導。改編自羅·哈森1983年出版的同名小說，這部電影將傑西·詹姆斯（畢·彼特飾演）和羅伯·福特（凱西·艾佛列克飾演）之間的關係戲劇化，著重於引致刺殺傑西的事件。

## 劇情
劇本及小說根據真人真事改編。自年幼時便崇拜著名美國傳奇土匪傑西·詹姆斯的羅伯·福特，在長大後盡其力加入其位於密蘇里州的「詹姆斯幫」。然而，懦弱的羅伯特·福特逐漸對領袖傑西感到不滿，後來與警方合作背叛占士，跟兄長合謀暗殺占士。暗殺成功後的福特在自己最終被人殺害前的數年過著與期待中截然不同的生活。

## 演員
- 畢·彼特飾演傑西·詹姆斯(Jesse James)
- 凱西·艾佛列克飾演羅伯·福特（英语：Robert Ford (outlaw)）(Robert Ford)
- 山姆·洛克威爾飾演查理·福特（英语：Charles Ford (outlaw)）(Charlie Ford)
- 傑瑞米·雷納飾演伍德（英语：Wood Hite）(Wood)
- 山姆·夏普德飾演弗蘭克詹姆斯(Frank James)

## 評價
《叛逆暗殺》被美國國家評論協會選為2007年十大電影之一，凱西·艾佛列克同時奪得最佳男配角。電影於奧斯卡金像獎獲得2項提名，包括最佳男配角和最佳攝影，亦於金球獎取得1項最佳男配角提名。

## 外部連結
- （英文） 官方網站（页面存档备份，存于）
- （英文） 互联网电影数据库（IMDb）上《叛逆暗殺》的资料（英文）
- （英文） 爛番茄上《叛逆暗殺》的資料（英文）
- （英文） Metacritic上《叛逆暗殺》的資料（英文）
- （英文） Box Office Mojo上《叛逆暗殺》的資料（英文）
- （英文） AllMovie上《叛逆暗殺》的资料（英文）
- （繁體中文） 《叛逆暗殺》在荷里活電影手冊